# Сайотодейл (Огайо)
Сайотодейл ( Sciotodale) — переписна місцевість (CDP) в США, в окрузі Сайото штату Огайо. Населення — 1049 осіб (2020).

## Географія
Сайотодейл розташований за координатами 38°45′5″ пн. ш. 82°51′4″ зх. д. / 38.75139° пн. ш. 82.85111° зх. д. (38.751498, -82.851165).  За даними Бюро перепису населення США в 2010 році переписна місцевість мала площу 5,06 км², з яких 5,05 км² — суходіл та 0,01 км² — водойми.

## Демографія
Згідно з переписом 2010 року, у переписній місцевості мешкала 1081 особа в 420 домогосподарствах у складі 304 родин. Густота населення становила 214 особи/км².  Було 450 помешкань (89/км²).
Расовий склад населення:
| - 96,7 % — білих - 0,8 % — чорних або афроамериканців - 0,7 % — корінних американців - 0,4 % — азіатів |

До двох чи більше рас належало 1,3 %. Частка іспаномовних становила 1,4 % від усіх жителів.
За віковим діапазоном населення розподілялося таким чином: 24,0 % — особи молодші 18 років, 59,6 % — особи у віці 18—64 років, 16,4 % — особи у віці 65 років та старші. Медіана віку мешканця становила 41,0 року. На 100 осіб жіночої статі у переписній місцевості припадало 95,8 чоловіків;  на 100 жінок у віці від 18 років та старших — 97,6 чоловіків також старших 18 років.
Середній дохід на одне домашнє господарство  становив 62 386 доларів США (медіана — 57 857), а середній дохід на одну сім'ю — 61 572 долари (медіана — 68 315). За межею бідності перебувало 23,2 % осіб, у тому числі 26,6 % дітей у віці до 18 років та 11,3 % осіб у віці 65 років та старших.
Цивільне працевлаштоване населення становило 388 осіб. Основні галузі зайнятості: мистецтво, розваги та відпочинок — 24,5 %, освіта, охорона здоров'я та соціальна допомога — 22,2 %, виробництво — 14,9 %, роздрібна торгівля — 14,4 %.